# Pistol Md. 1998
La Pistol Md. 1998 (Pistola Modelo 1998, en rumano), también llamada Dracula, es una pistola ametralladora diseñada y fabricada por la Uzina Mecanică Sadu de Rumanía.

## Historia
Fue diseñada en 1998 y desde 2003, esta arma ha sido empleada por la Brigada Antitero București (Brigada Antiterrorista de Bucarest) del Servicio Rumano de Informaciones (SRI).

## Diseño
La pistola es parecida en su forma y operación a la Stechkin APS. Sin embargo, en lugar de utilizar una funda-culatín, la Pistol Md. 1998 tiene un riel bajo el cañón que permite acoplar un cargador de repuesto para emplearlo como una empuñadura.
El ánima del cañón tiene cuatro estrías poligonales. Se le puede instalar un silenciador y su fabricante suministra cartuchos 9 x 19 Parabellum subsónicos para emplearse con el silenciador.
La Pistol Md. 1998 está equipada con un alza de tambor, que puede ajustarse para alcances de 25, 50, 100 y 200 metros. Opcionalmente, se le puede instalar un puntero láser o una linterna táctica.